# 德魯斯基寧凱
德魯斯基寧凱是立陶宛的城鎮，位於該國南部的尼曼河右岸，毗鄰與白俄羅斯和波蘭接壤的邊境，由阿利圖斯縣負責管轄，海拔高度97米，面積24平方公里，2010年人口16,107。

## 外部連結

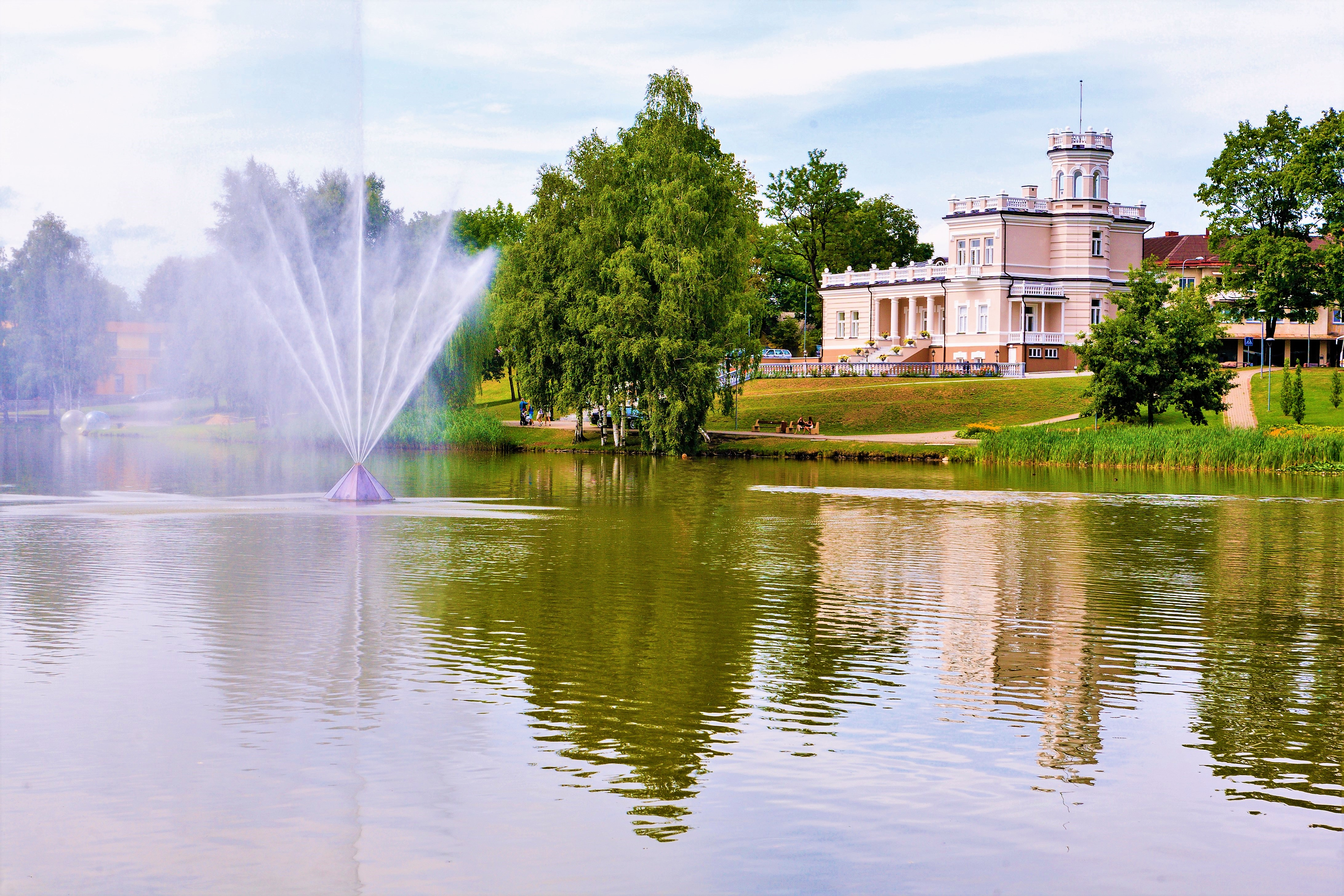

- Druskininkai homepage
- Druskininkai municipality （页面存档备份，存于）
- Wolf golf club （页面存档备份，存于）
- Grūtas park
- M. K. Čiurlionis museum
- Druskininkai Aqua Park （页面存档备份，存于）
- Druskininkai on Litauen Netz （页面存档备份，存于）